# Perlbal
Perlbal은 펄 기반 리버스 프록시 부하분산기이자 웹 서버이다. Perlbal은 Danga Interactive와 연계된 그룹에 의해 유지보수된다. 이 프로그램은 수많은 서버의 부하를 분산시킬 목적으로 대형 웹사이트들에 일반적으로 사용된다.
펄처럼 Perlbal은 GNU 일반 공중 사용 허가서와 아티스틱 라이선스를 통해 배포되므로 자유 소프트웨어이다.